# HAMMER
HAMMER（ハンマー）とは、DragonFly BSDプロジェクトを主導するマシュー・ディロンがDragonFly BSD向けに開発した、ファイルシステムである。DragonFly BSD向けに作られており、そのデフォルトのファイルシステムとして採用されているが、FreeBSDやLinuxなどへ移植しようとする動きもある。
HAMMERはマシュー・ディロンが冗長過ぎるZFSをよりシンプルにするために再設計したものであるとも云われている。

## 特徴
- ファイルシステムの最大サイズ=1エクサバイト
  - マルチボリューム(最大256ボリュームまで)
    - ファイルの最大サイズ=4ペタバイト
- クラッシュからのfsckを必要としない即時回復
- ネットワークミラーリング
- 無制限のスナップショット
- バックアップ
- 適度な粒度を持つバージョニングファイルシステム
- CRCによるデータとメタデータの保全性
- 重複排除

## 履歴
- HAMMER ベータ版 DragonFly BSD 2.0にて公開される
- HAMMER 	DragonFly BSD 2.2にて公開される
- HAMMER 2	DragonFly BSD 5.0にて実験的にサポートされ、DragonFly BSD 5.2にて公式にサポートされる